# Edmond Tulasne

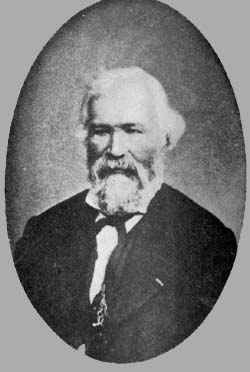
Edmond Tulasne

Edmond Tulasne (eigentlich Louis-René Tulasne, * 12. September 1815 in Azay-le-Rideau, Frankreich; † 22. Dezember 1885 in Hyères) war ein französischer Botaniker und Mykologe, der sich mit Blütenpflanzen und mit Kryptogamen beschäftigte. Sein offizielles botanisches Autorenkürzel lautet „Tul.“

## Leben und Wirken
Tulasne studierte Recht in Poitiers mit dem Ziel Solicitor zu werden. 1839 erbte er von seinem Vater ein beachtliches Vermögen. Tulasne ging nach Paris, wo sein Bruder Charles Tulasne (1816–1884) Medizin studierte. In Paris besuchte Tulasne Vorlesungen von Alexandre Brongniart, Adrien de Jussieu sowie Joseph Henri Léveillé und wurde ein Mitarbeiter von Auguste de Saint-Hilaire am Muséum national d’histoire naturelle. Seine erste Veröffentlichung von 1841 beschäftigte sich mit der Gattung Hirschtrüffel (Elaphomyces).
Seine ersten Arbeiten bezogen sich auf Systematik der Phanerogamen (Leguminosen, Podostemaceen, Monimiaceen). Dann veröffentlichte er mit seinem Bruder Charles Arbeiten zur Entwicklungsgeschichte der Pilze. Damit trug Tulasne wesentlich zur Kenntnis der kleineren parasitischen Pilze, vor allem der Rost- und Brandpilze und deren Entwicklungszyklen bei. Weitere Taxa, die von Tulasne bearbeitet wurden, waren Mutterkorn und andere Schlauchpilze, damals Pyrenomyceten (Formen mit Perithecium) und Diskomyceten (mit Apothecium) genannt.
Das gemeinsam mit seinem Bruder verfasste dreibändige Selecta fungorum carpologia (1861–1865) gilt als sein Hauptwerk.

## Ehrungen
1854 wurde Tulasne Mitglied der Académie des sciences in Paris. Seit 1854 war er korrespondierendes Mitglied der Bayerischen Akademie der Wissenschaften 1857 wurde er Mitglied der Leopoldina. 1869 wurde er als korrespondierendes Mitglied in die Preußische Akademie der Wissenschaften aufgenommen.
Nach Edmond und Charles Tulasne sind die Pilzgattungen Tulasneinia Zobel ex Corda, Tulasnella J.Schröt. und Tulasnodea Fr. benannt. Edmond Tulasne allein wird geehrt durch die Pflanzengattungen Tulasnea Naudin aus der Familie der Schwarzmundgewächse (Melastomataceae) und Tulasneantha P.Royen aus der Familie der Podostemaceae.

## Schriften (Auswahl)
Bücher
- Fungi hypogaei. Histoire et monographie des champignons hypogés. Friedrich Klincksieck, Paris 1851 (Digitalisat) – mit Charles Tulasne.
  - Neuauflage: Paris 1862 (Digitalisat).
  - Neuauflage: Paris 1863.
  - Neuauflage: Vaals 1970.
- Monographia Podostemacearum. Paris 1852.
  - = In: Archives du Muséum d’Histoire Naturelle. Band 6, 1852, S. 1–208 (Digitalisat).
- Monographia Monimiacearum. Paris 1855.
  - = Monographia Monimiacearum primam tentata. In: Archives du Muséum d’Histoire Naturelle. Band 8, 1855, S. 273–436 (Digitalisat).
- Selecta fungorum carpologia, ea documenta et icones potissimum exhibens quae varia fructuum et seminum genera in eodem fungo simul aut vicissim adesse demonstrent. 3 Bände, Paris 1861–1865 (Band 1, Band 2, Band 3) – mit Charles Tulasne.
  - Arthur Henry Reginald Buller, Cornelius Lott Shear (Hrsg.): Selecta fungorum carpologia of the brothers L.R. and C. Tulasne. 3 Bände, Clarendon Press, Oxford 1931 – übersetzt von William Bywater Grove (1848–1938).

Zeitschriftenbeiträge
Der von der Royal Society herausgegebene Catalogue of scientific papers vermittelt einen Eindruck von seinen Zeitschriftenbeiträgen.
- Observations sur le genre Elaphomyces, et description de quelques espèces nouvelles. In: Annales des sciences naturelles. Botanique. 2. Folge, Band 16, 1841, S. 5–29 (Digitalisat) – mit Charles Tulasne.
- De la fructification des Scleroderma comparée à celle des Lycoperdon et des Bovista. In: Annales des sciences naturelles. Botanique. 2. Folge, Band 17, 1842, S. 5–18 (Digitalisat) – mit Charles Tulasne.
- Revue de la Flore du Brésil méridional. In: Annales des sciences naturelles. Botanique. 2. Folge, Band 17, 1842, S. 129–143 (Digitalisat) – mit Auguste de Saint-Hilaire.
- Sur les genres Polysaccum et Geaster. In: Annales des sciences naturelles. Botanique. 2. Folge, Band 18, 1842, S. 129–140 (Digitalisat) – mit Charles Tulasne.
- Novae quaedam proponit genera in Leguminosarum classe. In: Annales des sciences naturelles. Botanique. 2. Folge, Band 20, 1843, S. 136–144 (Digitalisat).
- Recherches sur l’organisation et le mode de fructification des champignons de la tribu des Nidulariées, suivies d’un Essai monographique. In: Annales des sciences naturelles. Botanique. 3. Folge, Band 1, 1844, S. 41–107 (Digitalisat) – mit Charles Tulasne.
- Note sur l'organisation et le mode de fructification des Onygena. In: Annales des sciences naturelles. Botanique. 3. Folge, Band 21, 1844, S. 367–372 (Digitalisat) – mit Charles Tulasne.
- Légumineuses arborescentes de l’Amérique du sud. In: Archives du Muséum d’Histoire naturelle. Band 4, 1844, S. 65–195 (Digitalisat).
- Fungi nonnulli hypogaei, novi v. minus cogniti. In: Giornale botanico italiano. Band 1, Nr. 7–8, 1845, S. 55–63 (Digitalisat) – mit Charles Tulasne.
- Flore de la Colombie. Plantes nouvelles.
  - In: Annales des sciences naturelles. Botanique. 3. Folge, Band 6, 1846, S. 360–373 (Digitalisat).
  - In: Annales des sciences naturelles. Botanique. 3. Folge, Band 7, 1847, S. 257–296 (Digitalisat).
  - In: Annales des sciences naturelles. Botanique. 3. Folge, Band 8, 1847, S. 326–346 (Digitalisat).
- Mémoire sur les Ustilaginées comparées aux Urédinées. – mit Charles Tulasne.
  - In: Annales des sciences naturelles. Botanique. 3. Folge, Band 7, 1847, S. 12–127 (Digitalisat).
  - In: Annales des sciences naturelles. Botanique. 4. Folge, Band 2, 1854, S. 77–196 (Digitalisat).
- Podostemacearum synopsis monographica. In: Annales des sciences naturelles. Botanique. 3. Folge, Band 11, 1849, S. 87–114 (Digitalisat).
- Études d’embryogénie végétale.
  - In: Annales des sciences naturelles. Botanique. 3. Folge, Band 12, 1849, S. 21–137 (Digitalisat).
  - In: Annales des sciences naturelles. Botanique. 4. Folge, Band 4, 1855, S. 65–122 (Digitalisat).
- Antidesmata et Stilaginellas novum plantarum genus recenset nonnullaque de eis affinibus. In: Annales des sciences naturelles. Botanique. 3. Folge, Band 15, 1851, S. 180–266 (Digitalisat).
- Note sur l’appareil reproducteur dans les Lichens et les Champignons.
  - In: Comptes rendus hebdomadaires des séances de l’Académie des sciences. Band 32, 1851, S. 427–430, 470–475 (Digitalisat).
  - = In: Annales des sciences naturelles. Botanique. 3. Folge, Band 15, 1851, S. 370–380 (Digitalisat).
- Mémoire pour servir à l’histoire organographique et physiologique des lichens.
  - In: Annales des sciences naturelles. Botanique. 3. Folge, Band 17, 1852, S. 5–128 (Digitalisat).
  - In: Annales des sciences naturelles. Botanique. 3. Folge, Band 17, 1852, S. 153–249 (Digitalisat).
- Nouvelles observations sur les Erysiphe. In: Annales des sciences naturelles. Botanique. 4. Folge, Band 6, 1857, S. 299–324 (Digitalisat).
- Flora madagascariensis fragmenta. 1856–1869:
  - In: Annales des sciences naturelles. Botanique. 4. Folge, Band 6, 1856, S. 75–138 (Digitalisat).
  - In: Annales des sciences naturelles. Botanique. 4. Folge, Band 8, 1857, S. 44–163 (Digitalisat).
  - In: Annales des sciences naturelles. Botanique. 5. Folge, Band 9, 1869?, S. 298–344 (Digitalisat).
- Note sur les Isaria et Sphaeria entomogènes. In: Annales des sciences naturelles. Botanique. 4. Folge, Band 8, 1857, S. 35–43 (Digitalisat).